# 米洛斯·斯托扬诺维奇
米洛斯·斯托扬诺维奇（Mилoш Cтojaнoвић，1984年12月25日—），是一名塞尔维亚职业足球运动员，司职前锋。曾效力于中国足球超级联赛球队武汉卓尔。

## 俱乐部生涯
2002年，斯托扬诺维奇在帕拉钦杰丁斯沃开始职业足球生涯，之后先后效力于塞尔维亚、波黑联赛的多支球队。
2007/08赛季，他跟随雅戈丁那获得塞甲联赛冠军并升级到塞尔维亚足球超级联赛。
2008/09赛季塞超联赛，他为雅戈丁那出场14次，但未能取得进球。
在该赛季结束后，他转投新帕扎爾参加塞甲联赛。在斯洛伐克球队茲拉特莫拉夫采不是很成功的半个赛季后，他在2011年夏季回到雅戈丁那，并跟随球队获得俱乐部历史最好成绩的第四名。
2012/13赛季，他在联赛射进19球，获得塞超联赛最佳射手，并帮助球队再次获得联赛第四名和塞尔维亚杯冠军。
2013年6月12日，中国足球超级联赛球队武汉卓尔宣布和斯托扬诺维奇签约18个月。